# Józef Dąbrowski (1888–1940)
Józef Dąbrowski (ur. 12 marca 1888 w Strachocinie, zm. wiosną 1940 w Katyniu) – polski urzędnik bankowy, porucznik rezerwy piechoty Wojska Polskiego, ofiara zbrodni katyńskiej.

## Życiorys
Syn Franciszka (rolnik) i Ewy z domu Żwiryk. Miał braci Antoniego i Wojciecha. W 1911 ukończył C. K. Gimnazjum Męskie w Sanoku (w jego klasie byli m.in. Edward Kielar, Aleksander Ślączka – obaj także ofiary zbrodni katyńskiej, Julian Krzyżanowski, Kazimierz Niedzielski, Antoni Owsionka, Kazimierz Piech).

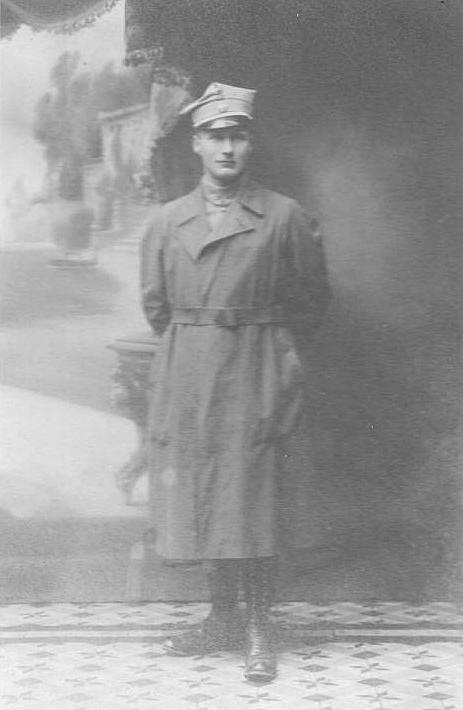
Józef Dąbrowski

Po wybuchu I wojny światowej został wcielony do armii Austro-Węgier. Następnie przebywał w niewoli rosyjskiej. Później był komendantem kompanii sztabowej w Armii Polskiej we Francji gen. Józefa Hallera. Po odzyskaniu przez Polskę niepodległości został przyjęty do Wojska Polskiego. Został awansowany do stopnia porucznika piechoty ze starszeństwem z dniem 1 czerwca 1919. W 1923, 1924 był oficerem rezerwowym 21 pułku piechoty w Warszawie. W 1934 był porucznikiem rezerwy piechoty przydzielony do Oficerskiej Kadry Okręgowej nr I w grupie oficerów po ukończeniu 40. roku życia i pozostawał wówczas w ewidencji Powiatowej Komendy Uzupełnień Warszawa Miasto III.
Mieszkał i pracował zawodowo w Warszawie jako dyrektor banku przy ulicy Jasnej (w okresie międzywojennym mieścił się tam Bank Towarzystw Spółdzielczych w tzw. „Domu Pod Orłami”). Od 30 października 1929 jego żoną była Tekla z domu Jarkiewicz, z którą miał syna Edmunda (ur. 1 września 1921). W latach 20. i 30. wraz z rodziną zamieszkiwał przy ulicy Fryderyka Chopina.
Po wybuchu II wojny światowej jako ochotnik zgłosił się do Wojska Polskiego i był przydzielony do Okręgu Korpusu Nr I. Po agresji ZSRR na Polskę z 17 września 1939 w niewyjaśnionych okolicznościach został aresztowany przez Sowietów. Był przetrzymywany w obozie jenieckim w Kozielsku. Wiosną 1940 został przewieziony do Katynia i tam zamordowany przez funkcjonariuszy Obwodowego Zarządu NKWD w Smoleńsku oraz pracowników NKWD przybyłych z Moskwy na mocy decyzji Biura Politycznego KC WKP(b) z 5 marca 1940. Pogrzebano go w bezimiennej mogile zbiorowej, gdzie od 28 lipca 2000 mieści się oficjalnie Polski Cmentarz Wojenny w Katyniu. W miejscu tym prowadzone były ekshumacje i prace archeologiczne. W 1943 jego ciało zostało zidentyfikowane w toku ekshumacji prowadzonych przez Niemców pod numerem 1557 (pierwotnie dosł. określony jako Josef Dombrowski). Przy jego zwłokach zostały odnalezione: książeczka wojskowa i fotografia. Figuruje na liście wywózkowej 025/1 z 9 kwietnia 1940.
5 października 2007 roku Minister Obrony Narodowej Aleksander Szczygło mianował go pośmiertnie do stopnia kapitana. Awans został ogłoszony 9 listopada 2007 roku, w Warszawie, w trakcie uroczystości „Katyń Pamiętamy – Uczcijmy Pamięć Bohaterów”.

## Ordery i odznaczenia
- Medal Niepodległości[10]
- Srebrny Krzyż Zasługi (10 listopada 1928)[26]

## Upamiętnienie

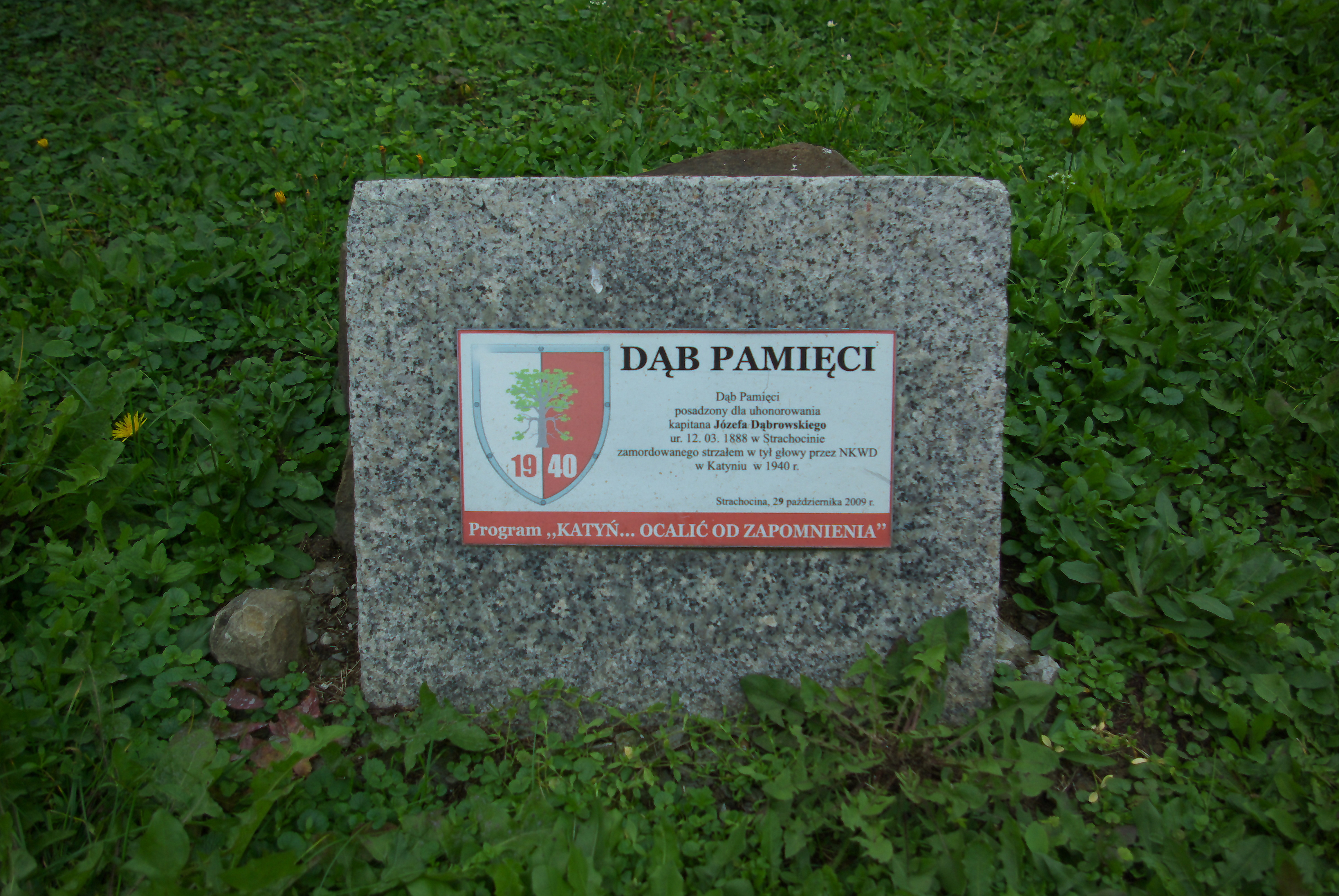
Kamień przy Dębie Pamięci honorującym Józefa Dąbrowskiego w Strachocinie

Podczas „Jubileuszowego Zjazdu Koleżeńskiego b. Wychowanków Gimnazjum Męskiego w Sanoku w 70-lecie pierwszej Matury” 21 czerwca 1958 jego nazwisko zostało wymienione w apelu poległych w obronie Ojczyzny w latach 1939–1945 oraz na ustanowionej w budynku gimnazjum tablicy pamiątkowej poświęconej poległym i pomordowanym absolwentom gimnazjum.
Józef Dąbrowski został wymieniony na tablicy pamiątkowej ustanowionej 3 września 1995 na fasadzie kościoła św. Katarzyny Aleksandryjskiej w Strachocinie, honorującej pochodzących ze wsi poległych i zamordowanych w latach 1914–1945.
29 października 2009, w ramach akcji „Katyń... pamiętamy” / „Katyń... Ocalić od zapomnienia”, przy Zespole Szkół im. Ignacego Łukasiewicza w Strachocinie został zasadzony Dąb Pamięci honorujący Józefa Dąbrowskiego (zasadzenia dokonali jego wnuk Wojciech Dąbrowski i prawnuk Piotr).